# Du bist wie eine Blume
Das Lied bzw. das Gedicht Du bist wie eine Blume erschien 1827 im Buch der Lieder und ist das 47. Gedicht im Zyklus Die Heimkehr. Das vermutlich 1823 oder 1824 entstandene Werk zählt zu den bekanntesten Liebesgedichten Heinrich Heines.

## Text
Du bist wie eine Blume

Du bist wie eine Blume,

So hold und schön und rein;

Ich schau’ dich an, und Wehmuth

Schleicht mir in’s Herz hinein.

Mir ist, als ob ich die Hände

Auf’s Haupt dir legen sollt’,

Betend, daß Gott dich erhalte

So rein und schön und hold.

## Autobiographischer Hintergrund
Der Inhalt soll auf eine reale Liebe des Dichters zurückgehen. Heine traf in Berlin auf die Tochter eines Rabbiners, die er alsbald der Fürsorge seiner Freundin Rahel Varnhagen von Ense unterstellte. Rahel sandte das Mädchen zurück nach Gniezno (Gnesen), ohne dabei ihren Auftrag zu vergessen. Maria Embden-Heines schildert in ihren stark subjektiven Erinnerungen an Heinrich Heine die Liebe Heines zu Mirjam als unerwiderte Liebe. Nach den Mitteilungen Maximilian Heines lässt sich die Entstehungszeit des Gedichts auf den Winter 1823/24 datieren.

## Form
Das Gedicht besteht aus zwei Strophen mit je vier Versen, welche vorwiegend im Jambus gehalten sind. Der sogenannte „halbe Kreuzreim“, bei dem jeweils nur die geradzahligen Verse reimen, herrscht in beiden Strophen vor. Auf eine weibliche Kadenz folgt regelmäßig eine männliche.

## Deutung
Das eingängige Gedicht beginnt mit einem überaus bekannten Vergleich. Die zugeschriebenen Attribute hold, schön und rein weichen nicht von der traditionellen Geschlechterrolle einer jungen Frau ab. Folglich wagt sich der Sprecher in der zweiten Strophe nicht näher an das Mädchen heran. Der Gestus der Handauflegung geht hier mit dem Wunsch einher, die genannten Eigenschaften zu bewahren. Hans H. Hiebel sieht eine Gefährdung der „Unberührtheit“ durch die Realität, „körperlichen Sexualität, vielleicht auch Grobheit [...]“. Folglich wird der „Reinheitszustand - trotz aller Bedrohtheit - ästhetisch verewigt“. Der ernste Ton des Liedes wird nicht ironisiert – es sei denn, man unterstellt dem lyrischen Ich, dass es die vermeintlich fromme Geste des Handauflegens als Möglichkeit des körperlichen Übergriffs auf die blumenhaft unberührbare junge Frau verstehen will. Das lyrische Ich wird dadurch selbst zu einer Ursache der von Hiebel beschriebenen Gefährdung der sexuellen Unberührtheit. Die gesellschaftliche Unmöglichkeit dieser Handlung und damit der erotischen Annäherung wäre dann der Grund der in der ersten Strophe beschworenen „Wehmuth“ des lyrischen Ichs.

## Rezeption
Das Liebeslied ist äußerst populär. Allein 388-mal wurde das Gedicht vertont, darunter finden sich klassische Komponisten wie Franz Schubert, Franz Liszt, Richard Wagner, Anton Bruckner, Johannes Brahms, Sergei Wassiljewitsch Rachmaninow  und Jean Sibelius. Die bekannteste Vertonung stammt von Robert Schumann.

### Textausgaben
- Heinrich Heine: Buch der Lieder. Hoffmann und Campe, Hamburg 1827, S. 223.

### Sekundärliteratur
- Müller. Ingo: Maskenspiel und Seelensprache. Zur Ästhetik von Heinrich Heines Buch der Lieder und Robert Schumanns Heine-Vertonungen (= Rombach Wissenschaft), 2 Bände, Baden-Baden 2020. Band 2: Heinrich Heines Buch der Lieder und Robert Schumanns Heine-Vertonungen, Baden-Baden 2020, ISBN 978-3-96821-009-4, S. 449–464.